# Parc archéologique de Tauriana
Le parc archéologique de Tauriana « Antonio De Salvo » (en italien, Parco archeologico dei Tauriani) est un parc archéologique situé à Palmi (ville métropolitaine de Reggio de Calabre), dans la zone où se trouvait autrefois la ville de la Grande-Grèce de Tauriana (en latin : Taureanum, en grec : Ταυρανία),.
Le parc, avec ses trois hectares actuels d'extension, occupe la partie centrale d'un plateau dominant la Costa Viola (it). Il a été créé avec les fonds de l'accord-cadre de programme « Biens et activités culturels pour la région de Calabre » et avec le financement de l'administration provinciale de Reggio de Calabre et inauguré le 17 septembre 2011. 

## Historique

### Antonio De Salvo
Le parc porte le nom d'Antonio De Salvo (Palmi, 1851-1924), le chirurgien qui fit les premières découvertes archéologiques sur l'ancienne ville brettienne et romaine de Tauriana au XIXe siècle. En 1885, lors de la construction du pont sur la rivière Petrace (it) du chemin de fer Gioia Tauro-Palmi-Sinopoli, De Salvo trouva des matériaux de l'époque néolithique tandis qu'en 1900, il découvrit des armes et des meubles du premier âge du fer, trouvés dans la zone appelée Ponte Vecchio. En 1906, il fut nommé inspecteur honoraire des antiquités et des beaux-arts du district de Palmi.
Ses principaux ouvrages, en matière archéologique, sont les Notizie storiche e topografiche intorno Metauria e Tauriana, publiées à Naples en 1886, et les Ricerche e studi storici intorno a Palmi, Seminara e Gioia-Tauro, également publiées à Naples en 1899.

### Tauriana
Vers la fin du XIXe siècle, les découvertes archéologiques fortuites et la rédaction d'une carte topographique par l'historien Antonio De Salvo de Palma, dans laquelle il mettait en évidence les ruines encore visibles à cette époque, marquèrent le début d'un intérêt historico-archéologique pour ce plateau où, jusqu'en 951, se dressait l'ancienne ville de Tauriana.

Au XXe siècle, cependant, des recherches ont commencé dans la zone, non loin du parc, où se trouve le complexe de San Fantino. Cependant, ces recherches se sont intensifiées à partir de 1995, avec les campagnes de fouilles archéologiques menées par la Surintendance du patrimoine archéologique de Calabre, en collaboration avec des universités italiennes et étrangères.
L'action systématique et passionnée d'un groupe de bénévoles de Palmi, appelé Mouvement Culturel San Fantino, déjà impliquée depuis 1998 dans l'adoption officielle du complexe San Fantino, a été significative à cette époque. Les bénévoles ont rendu la zone du parc utilisable en la promouvant grâce à un entretien et un entretien soignés et réguliers, suivis par la planification de visites guidées gratuites ouvertes à tous. L'attention et l'implication suscitées à de multiples niveaux, ainsi que l'importante participation du public enregistrée depuis une vingtaine d'années, ont permis d'achever les travaux d'excavation, de récupération et d'étude de la zone, qui ont culminé en septembre 2011 avec la signature de l'accord triennal spécifique. accord avec la Surintendance de Reggio de Calabre et la section Reggio d'Italia Nostra.
Depuis le 30 septembre 2020, grâce à un accord spécifique avec la Commune de Palmi, la gestion du Parc a été confiée aux bénévoles du Mouvement qui s'occupent de l'accès, de l'entretien et de l'utilisation avec un service de visites guidées. L'entrée est réglementée par la billetterie.

## Les découvertes archéologiques
Les structures trouvées et mises en évidence dans le parc sont les suivantes :
- un village protohistorique vieux de quatre mille ans ;
- les systèmes urbains de la ville de Tauriana (d'abord brettienne puis romaine) ;
- l'architecture publique, sacrée et privée comme la casa del Mosaico;
- le sanctuario urbano, connu de tous sous le nom de casa di Donna Canfora ;
- une voie romaine ;
- un bâtiment de spectacles de forme circulaire, que l'historien Antonio De Salvo, dans son ouvrage Metauria e Tauriana, avait déjà imaginé comme un amphithéâtre à la fin du XIXe siècle.

La tour sarrasine, de l'époque moderne (XVIe siècle), fait également partie du parc.
Le parcours du parc est balisé par quelques panneaux explicatifs.

### Voie romaine

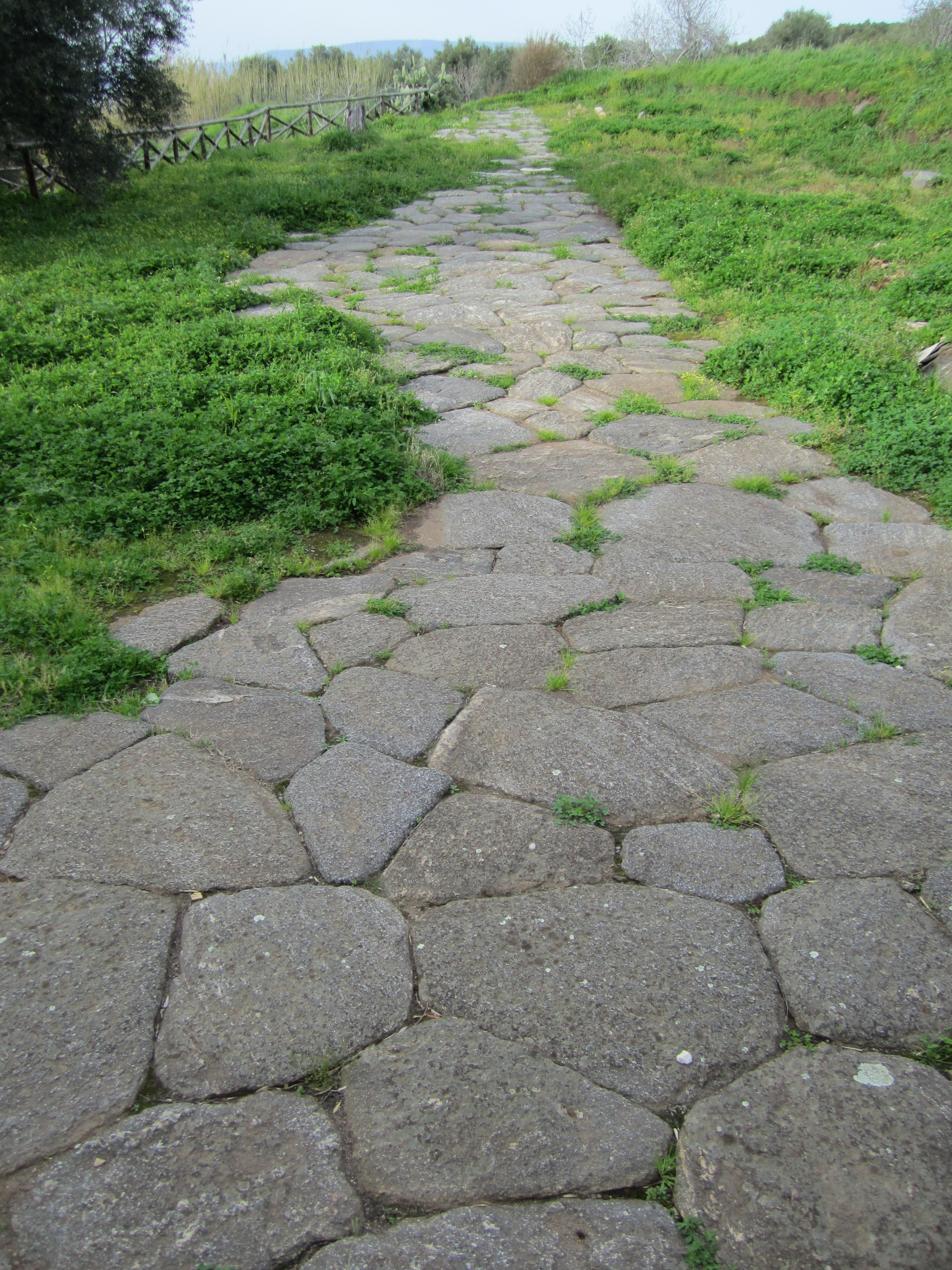
La voie romaine

De la grande route urbaine qui traverse l'ancienne Tauriana, le pavement de pierre dure locale est conservé. De là, on accédait aux marches du bâtiment de représentation. Son prolongement, en dehors de la ville, menait à la Via Popilia, une importante voie romaine entre Reggio de Calabre et Capoue-Rome, construite en 132 av. J.-C. par Publius Popillius Laenas.

### Amphithéâre
Il s'agit d'une architecture singulière dans le panorama italien, qui a la forme d'un théâtre mais est née comme amphithéâtre pour des événements récréatifs, comme les combats de gladiateurs.
Parfois, la structure pourrait être utilisée pour des représentations théâtrales. Sa capacité aura été d'environ 3 000 spectateurs.

### Quartiers résidentiels
Dans la partie sud du plateau, on peut voir un secteur de l'habitation brettienne-romaine dans lequel, sur les bords de la route, on peut lire la superposition des structures romaines sur les brettiennes.

### Cité brettienne

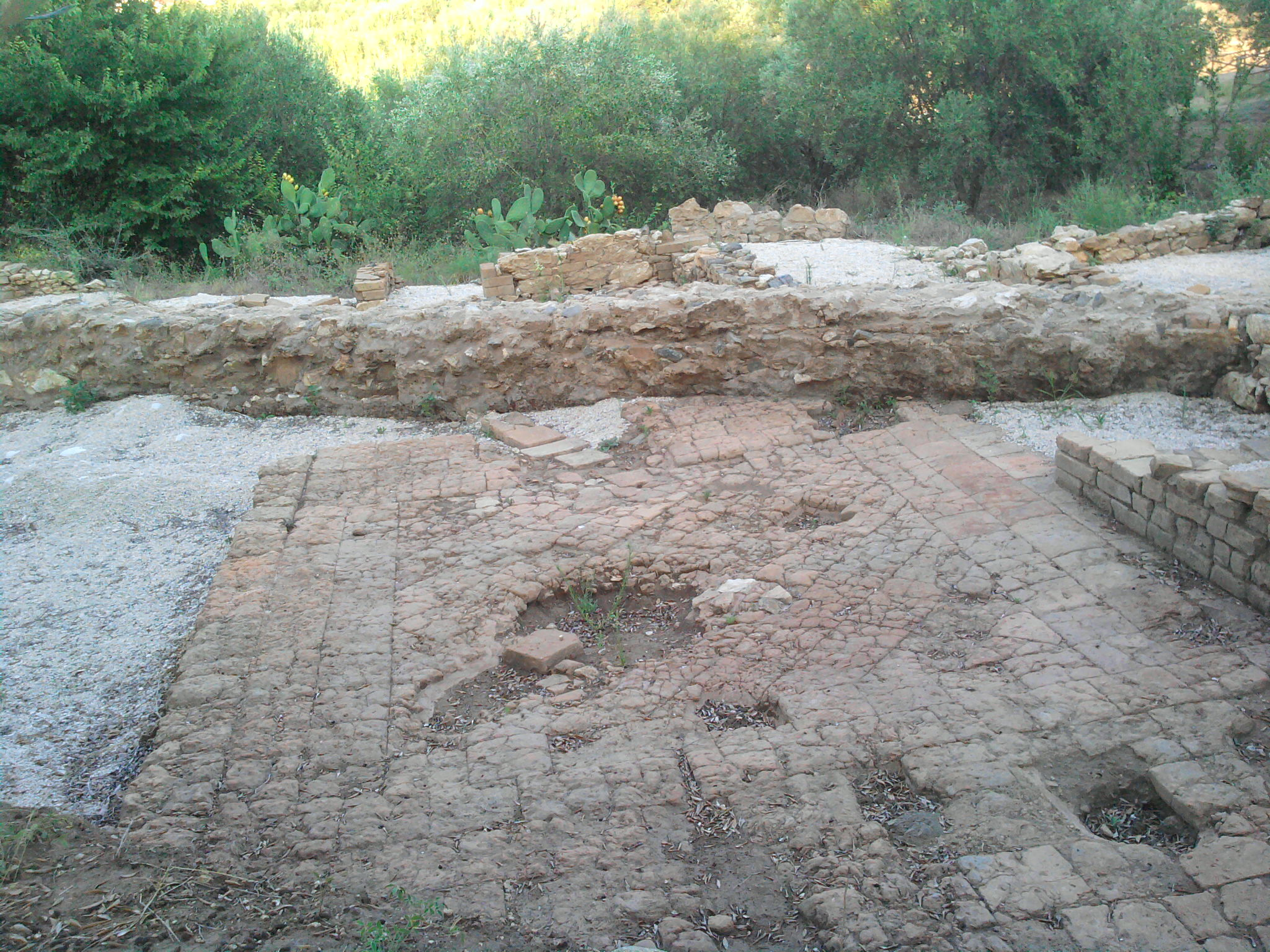
La Casa del Moasico.

Dans la  cité brettienne de Tauriana (Ier siècle av. J.-C.), il est possible d'admirer la Casa del Moasico, ainsi appelée en raison de la découverte d'une mosaïque figurative qui, avec un lit en bronze décoré d'argent et de pierres précieuses, embellissait un environnement identifié comme étant destiné au banquet. Le lit est actuellement exposé au Musée archéologique national de Reggio de Calabre. 
Au centre de la pièce se trouvait la mosaïque réalisée avec de minuscules carreaux polychromes. Elle représente une scène de chasse avec deux chevaliers et un porteur de lance se plaçant de chaque côté d'un ours blessé. La scène, dominée par un grand arbre, est complétée par un chien, un félin et un sanglier.

### Village protohistorique
Sous les phases brettienne et romaine, non encore visibles, se trouvent les restes de cabanes d'un village de l'âge du bronze, actif depuis environ mille ans, à partir d'il y a 4 000 ans. Les cabanes sont constituées de hauts murs en pierre et de toits en matériaux périssables.

### Sanctuaire romain
La Casa di Donna Canfora : Donna Canfora était une femme particulièrement belle, kidnappée par des corsaires attirés par la renommée de sa beauté alors qu'elle achetait de belles marchandises à la marine et qui se jeta à la mer depuis le bateau, préférant la mort à la séparation d'avec ses proches. 
De l'espace sacré, dédié à une divinité encore inconnue, les restes d'un haut podium (environ 10 × 20 m) et d'un triple portique sont visibles aujourd'hui. À l'origine, le complexe présentait des décorations et des revêtements en pierre locale, en marbre et en stuc.
L'édifice sacré est orienté au nord-est et s'inscrit typologiquement dans les temples à podium de type étrusque-italique : le haut podium quadrangulaire, planté sur une fondation de 2,25 m de haut, lui-même posé sur le banc rocheux naturel, a été réalisé en opus caementicium. Un parement de briques recouvrait partiellement l'élévation, sur quelques briques est encore lisible le négatif d'un cachet, déjà connu à Palmi car il était imprimé sur certaines briques trouvées par hasard au siècle dernier dans la région de Tauriana.
Le choix de l'ériger au point le plus visible du plateau avec des murs dominant la côte n'était pas fortuit : le temple, proche de la limite nord, presque isolé ou en tout cas émergeant du reste du contexte résidentiel, aurait été immédiatement visible à toute personne venant du nord.
L'achèvement des fouilles archéologiques dans la zone de l'édifice sacré permettra de compléter l'étude typologique et de lui donner une datation plus précise, permettant peut-être de proposer également une éventuelle identification de la divinité à laquelle il était dédié.

### Tour sarrasine
- Torre saracena (Palmi) (it) ou Torre aragonese delle Pietre Negre [5]

## Galerie

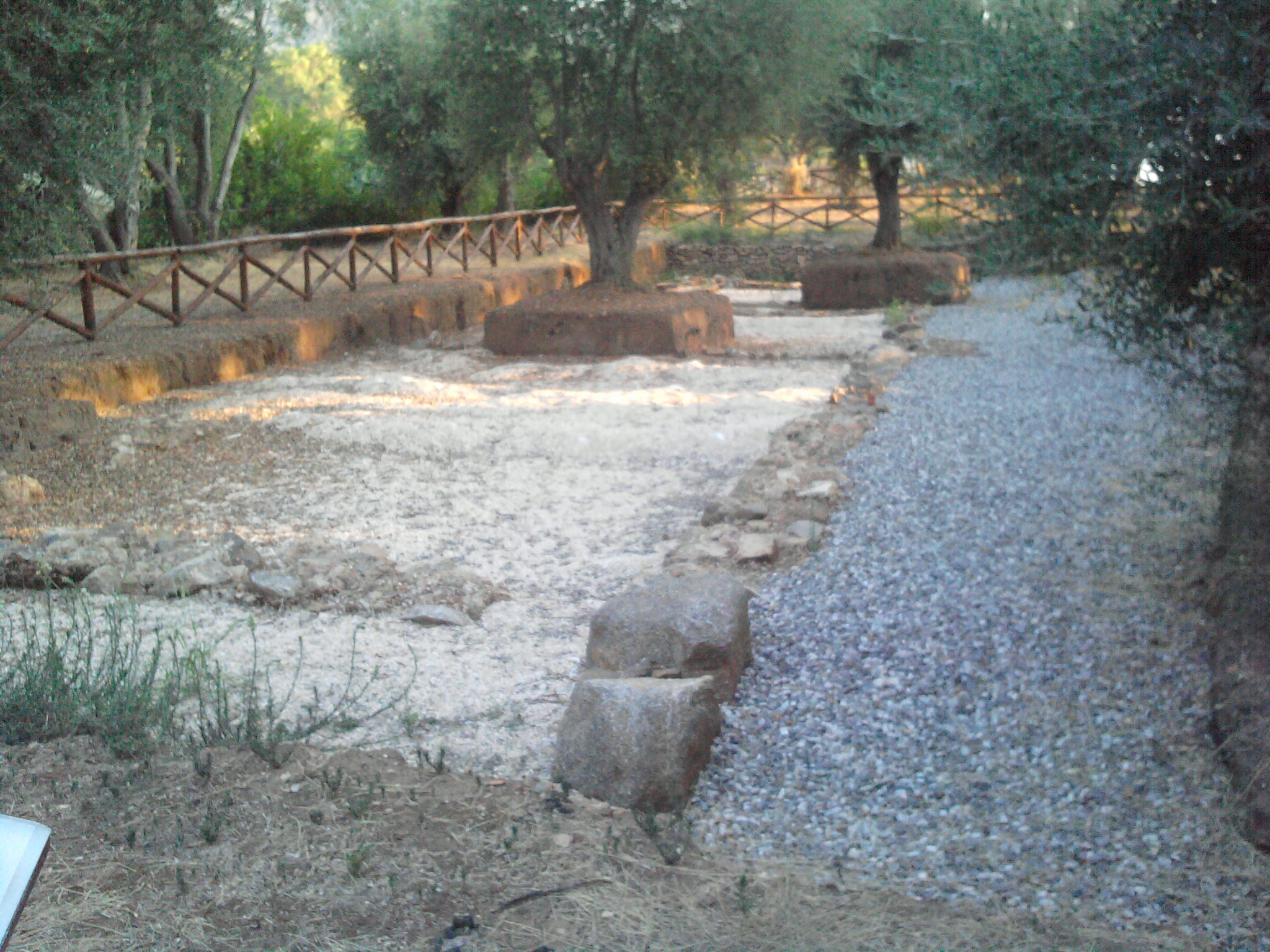
Zone de l'âge de bronze.
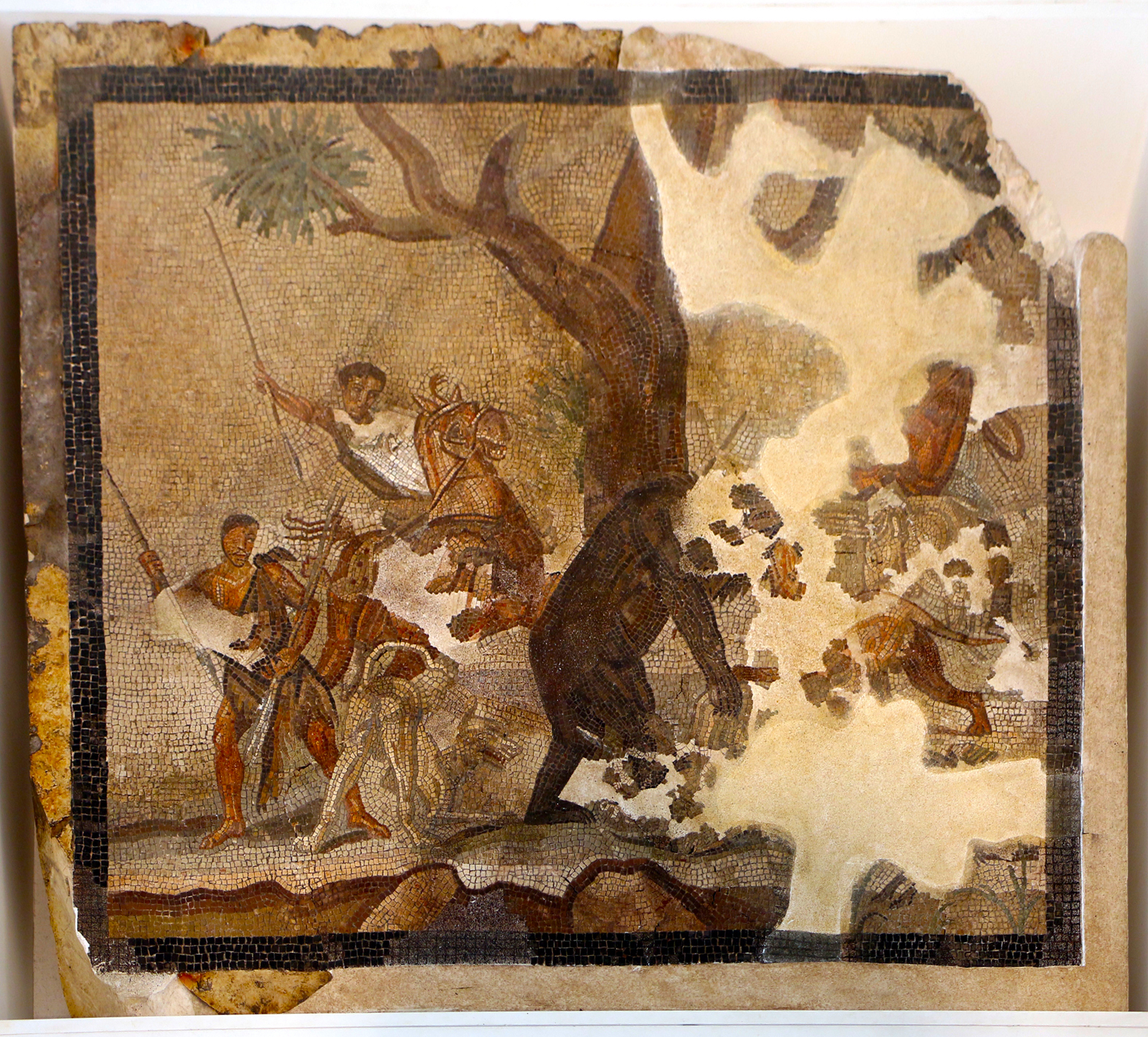
La mosaique d'une scène de chasse.
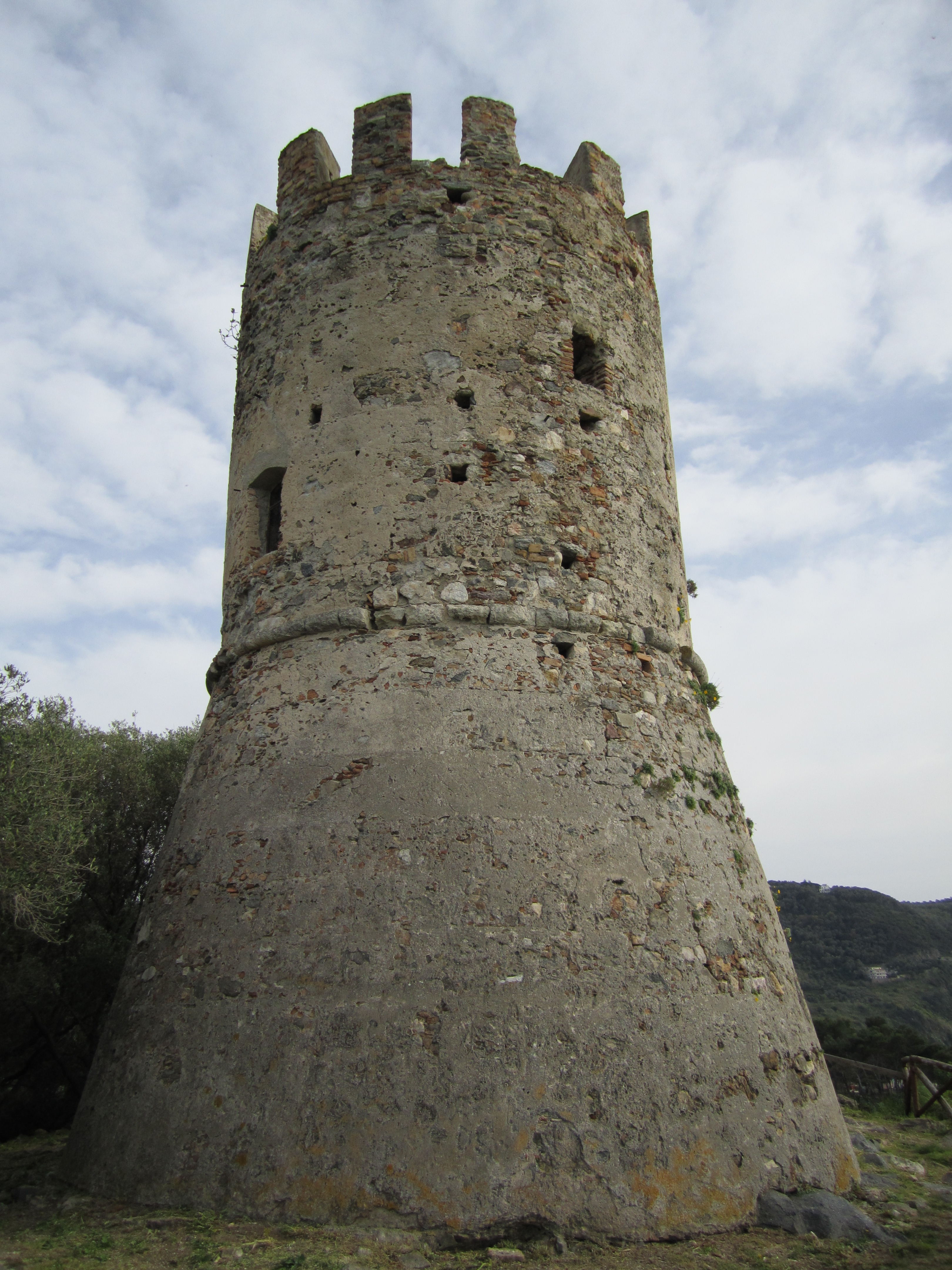
La tour sarrasine.